# Meșterul Manole
Meșterul Manole este personajul principal al baladei populare Monastirea Argeșului. El este, potrivit legendei, cel care a proiectat și construit Mănăstirea Curtea de Argeș, pe vremea lui Negru Vodă. El ilustrează mitul estetic în literatura populară, fiind un erou excepțional, înzestrat cu trăsături ieșite din comun, ca orice erou de baladă, intrat, în același timp, în legendele neamului românesc.
„Legenda Mănăstirii Argeșului” sau „Legenda Meșterului Manole” este cunoscută în trei versiuni românești, culese și prelucrate de Vasile Alecsandri, Tudor Pamfile și Gheorghe Dem Teodorescu. Cu o temă foarte asemănătoare este cunoscută și balada maghiară „Soția zidarului Kelemen“ sau „Soția zidită“, redată în limba română în traducerea lui Petre Saitiș.

## Precursori

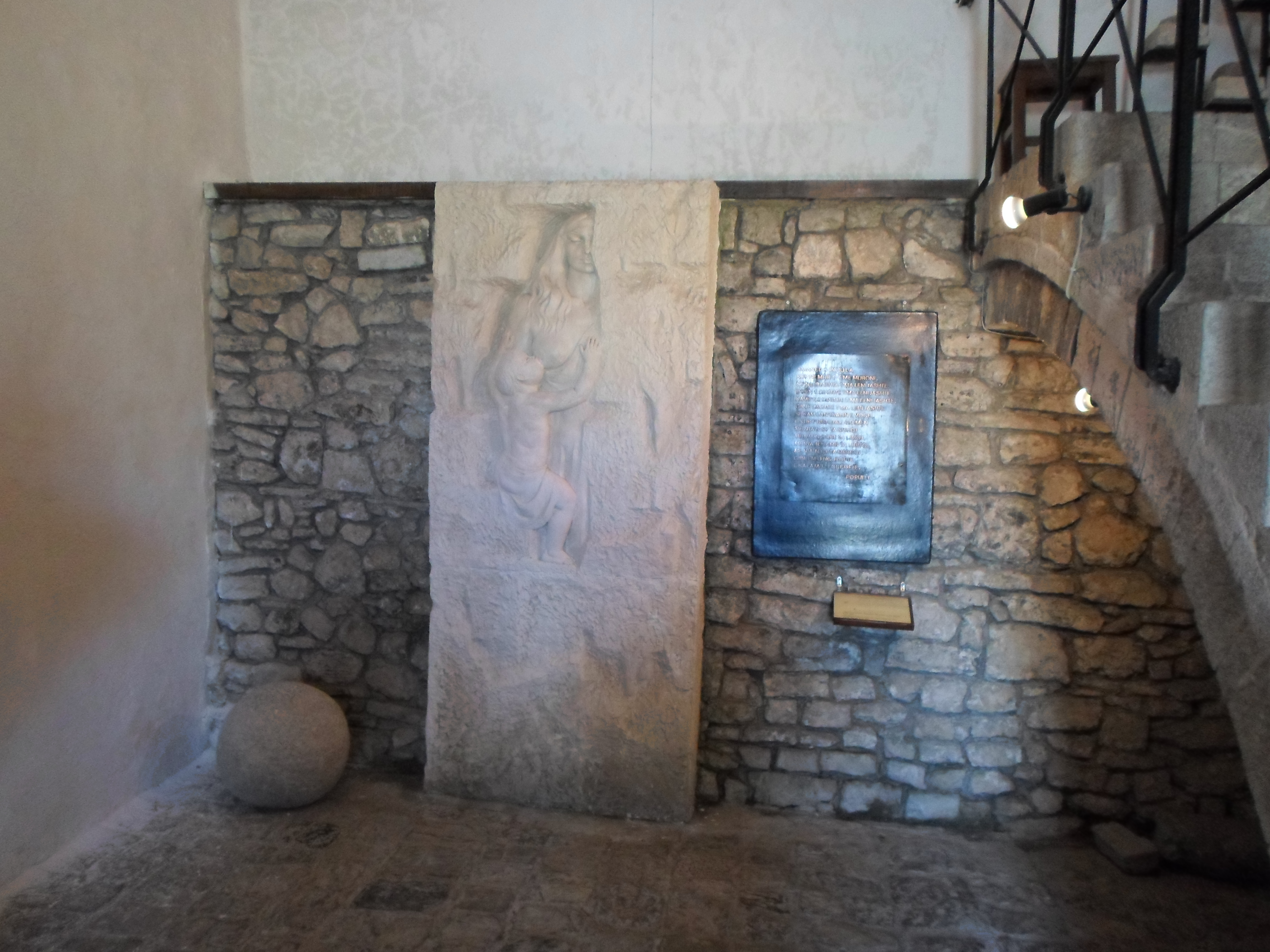
Sculptura Jertfa zidirii

Tot cu o tematică foarte asemănătoare se poate cita legenda cetății Rozafa (Kalaja e Rozafës) din nordul Albaniei, construită de iliri în apropiere de actuala localitate Shkodër (Skodra sau Skutari).

## Jertfa zidirii
Acest obicei, al „Jertfei zidirii”, consemnat de etnografi pe spațiul românesc, este atestat în toate culturile și la toate popoarele în arealul european, îndeosebi la popoarele scandinave și la cele baltice, la popoarele din Peninsula Iberică, dar și la cele din Peninsula Balcanică.